# Francisco de Paula Fonseca Viana

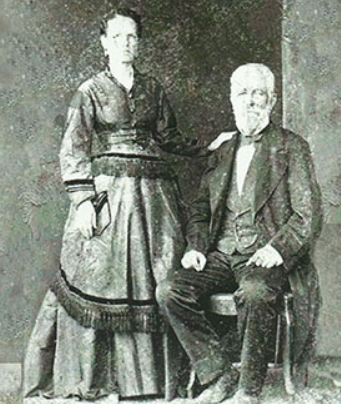
Viscondessa e Visconde do Rio das Velhas

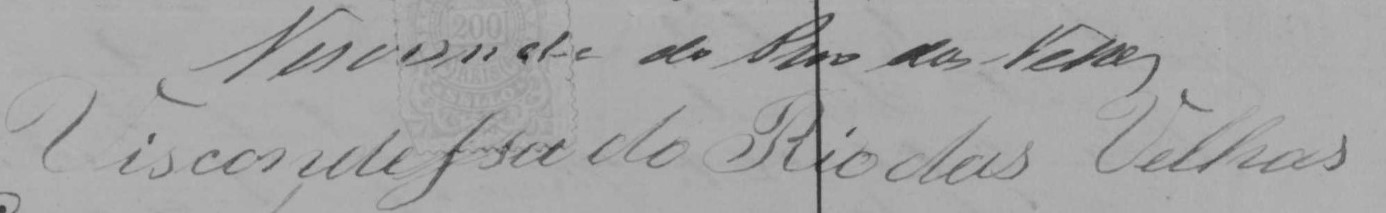
Caligrafia do Visconde e da Viscondessa do Rio das Velhas, 1890.

Francisco de Paula Fonseca Vianna, primeiro e único barão e visconde do Rio das Velhas (Santa Luzia de Sabará, atual Santa Luzia, 2 de abril de 1815 — 17 de fevereiro de 1895) foi um político, militar, fazendeiro e empresário brasileiro.

## Família
Filho de José de Sousa Viana e Maria Cândida da Assumpção Fonseca Ferreira, casou-se com Maria Cândida de Sales, depois com sua sobrinha Ana Cândida Fonseca Viana. 
Seu avós maternos foram  Antonio da Fonseca Ferreira e Josefa Maria da Conceição, da Fazenda da Carreira Comprida, em Santa Luzia, Minas Gerais. Além do Visconde, seus pais tiveram outros 13 filhos: Bernardo de Souza Vianna, Joaquina Cândida de Souza Vianna, Bernarda Cândida de Souza Vianna, Francisco Xavier da Fonseca Vianna, Maria Luíza de Souza Vianna, Maria Cecília de Souza Vianna, Tristão da Fonseca Vianna, Antônio da Fonseca Vianna, Maria Cândida da Assumpção Fonseca Vianna, Joaquim de Souza Vianna, Cândido José de Souza Vianna, José de Souza Vianna Júnior e Manoel da Fonseca Vianna. 

## Biografia
Nasceu na Fazenda dos Angicos em Minas Gerais. 
Era tenente da Guarda Nacional e vereador suplente em Sabará, durante a Revolução de 1842, tomando parte da sessão em que a câmara municipal aderiu à revolução. Foi depois nomeado major da 1ª Região de Sabará.
Anistiado, em 1848 foi nomeado tenente-coronel da Guarda Nacional e mais tarde foi comandante superior da Guarda Nacional de Santa Luzia e Curvelo.
Como fazendeiro, foi dono das Fazendas do Mucambo e Bom Jardim, na cidade de Matozinhos. Teve ainda outra fazenda de nome Quilombo.  
Em 1867, auxiliou na organização de batalhões de Voluntários da Pátria, para a Guerra do Paraguai, por isso foi agraciado barão do Rio das Velhas, em 25 de abril de 1867.
Empreendedor, foi um dos fundadores da Companhia Industrial Sabarense, entre as mais antigas fábricas de tecidos de Minas Gerais.
Foi membro do Partido Liberal, tendo sido eleito diversas vezes vereador das câmaras municipais de Sabará e Santa Luzia. Era presidente da Câmara Municipal de Santa Luzia. Em 1881 hospedou o Imperador Dom Pedro II e a Imperatriz Consorte Teresa Cristina. Visitaram Santa Luzia, passaram pela Fazenda do Mocambo e dormiram em Matozinhos.
O Imperador registrou em seu diário:
"Às 8h ½, avistei a Lagoa Santa do alto de um morro. Lembrei-me do lago de Nicéia* (*na Ásia Menor), cujo aspecto é contudo mais pitoresco, ainda que mais risonho o da lagoa. Já antes tinha descoberto uma parte desta. Vieram pessoas a meu encontro e, entre elas, o dr. Inácio(5) e o barão do Rio das Velhas(6), que muito se parece com o dr. Bonifácio de Abreu(7). É irmão do deputado Fonseca Vianna(8), que já morreu. Monsenhor José Augusto disse-me ter já visto duas seriemas perto de Queluz. Neste caminho, aparecem muitas assim, como emas, estas sobretudo do lado do retiro de Macaúbas."
Dom Pedro II relatou sobre o estado de saúde do Barão, após ter sofrido um acidente:
"O barão do Rio das Velhas, ao sair da casa onde pousa, caiu da escada de pedra, de grande altura. Feriu bastante a testa(24) e contundiu fortemente o olho esquerdo. Tem vomitado. Fui vê-lo antes de sair." Preocupado, enviou o médico da câmara imperial, dr. Antônio Teixeira da Rocha, barão de Maceió, para cuidar do amigo enfermo.
Francisco de Paula Fonseca Vianna foi agraciado comendador da Imperial Ordem de Cristo. Em 7 de março de 1885 foi elevado a visconde.